# Alfredo Quesada
Alfredo Quesada Farías (Talara, 1949. szeptember 22. –) válogatott perui labdarúgó, középpályás.

## Pályafutása

### Klubcsapatban
1968 és 1984 között a Sporting Cristal labdarúgója volt. Hat bajnoki címet szerzett a csapattal.

### A válogatottban
1971 és 1978 között 50 alkalommal szerepelt a perui válogatottban és egy gólt szerzett. Tagja volt az 1975-ös Copa América-győztes csapatnak. Részt vett az 1978-as argentínai világbajnokságon.

## Sikerei, díjai
Peru
- Copa América
  - aranyérmes: 1975

 Sporting Cristal
- Perui bajnokság
  - bajnok (6): 1968, 1970, 1972, 1979, 1980, 1983